# Анодні промені
Ано́дні про́мені — потік позитивних іонів, що рухаються в розрядній трубці від анода до катода, якщо в складі анода є різні солі металів або галоїдів. Анодні промені являють собою частину каналових променів. Стикаючись із катодом розрядної трубки, анодні промені розпилюють його; цю властивість анодних променів використовують для покриття пластинок тонким шаром металу.